# Holger
Holger é uma banda brasileira formada em São Paulo em 2006, conhecida por misturar indie rock e ritmos brasileiros. Sua formação atual é com Bernardo Rolla, Charles Tixier, Marcelo Altenfelder, Marcelo Vogelaar e Pedro Bruno.
Em 2011, Holger ganhou o Prêmio Multishow de Música Brasileira na categoria Melhor Banda escolhida pelo júri. Em 2009 a banda concorreu em duas categorias do VMB, prêmio da MTV "Aposta MTV" e "Rock Alternativo". A banda já tocou em festivais como Planeta Terra, SXSW (Austin, Texas) e Lollapalooza Brasil.

## História

### Green Valley: (2008-2010)
Em outubro de 2008, a banda lançou seu primeiro EP Green Valley, gravado e produzido por Sérgio Ugeda e Eduardo Ramos. O EP conta com seis músicas que foram construídas no período entre 2006-08. A banda contava com Eduardo Haddad, guitarrista e compositor, que saiu do grupo no início das gravações do EP.
Com o Green Valley, o conjunto adquiriu notoriedade no circuito alternativo brasileiro, circulando por diversos blogs e festivais como Goiânia Noise, Calango, Popload Gig, SxSW, Pop Montreal. Estando presente em publicações dos principais blogs e jornais brasileiros, tanto pelo EP quanto pelos shows, sempre incendiários, a banda passou a ser tida como uma das novas promessas.
A banda percorreu turnês pelo Brasil, Estados Unidos e Canadá, tocando em grandes festivais e abrindo para bandas aclamadas como Dirty Projectors, Matt & Kim e Super Furry Animals. No ano de 2009, o conjunto passou a compor as músicas que estariam no primeiro LP da banda, Sunga.

### Sunga: (2010-2012)
No dia 11 de setembro de 2010, foi lançado pela Trama, o primeiro Long-play do Holger, intitulado Sunga. A festa de lançamento aconteceu no Estúdio Emme com show de abertura da banda californiana Lemonade e sets de Kurc, Dago e André Paste. O álbum também foi lançado no Japão.
O álbum, que conta com 11 faixas, todas em inglês, foi produzido e gravado pelo nova iorquino, Roger Paul Mason (Ten Minuts Turn, Champu) em São Paulo durante Janeiro de 2010. Gravado na casa de um dos integrantes, contou com Guilherme Toledo como engenheiro de som.
O disco foi bem recebido por crítica e público levando o Holger a novas turnês dentro e fora do Brasil, e à grandes festivais como Planeta Terra(2010), SXSW (2011), Pop Montreal e CMJ, em Nova Iorque, arrancando elogios de veículos como a gigante NPR, que elegeu a banda como uma das melhores descobertas do SXSW;
Foi justamente nesse período de shows que o Holger junto com Bonde do Rolê, Banda Uó, Dago, Drunk Disco e André Paste criou a Avalanche Tropical, coletivo de artistas, com a ideia de mesclar o que há de novo na música global com ritmos brasileiros então marginalizados pela crítica.[carece de fontes?]

### Ilhabela(2012-2014)
Segundo disco da banda, gravado no estúdios Trama e lançado pela Avalanche Tropical, o Ilhabela foi produzido pelo californiano Alex Pasternak (Lemonade, Malandro), e mixado conjuntamente com Michael Cheever (Avan Lava/Fisherspooner) e conta com 12 faixas e participações de músicos como Li Saumet (Bomba Estereo), João Parahyba (Trio Mocotó), DW Ribatski, Irina Bertolucci (Garotas Suecas), Luiza Lian entre outros.
Por atraso na prensagem a festa de lançamento do disco aconteceu apenas em 2013 e contou com a participação de João Parahyba, Karol Conká e outros músicos do disco.
O disco figurou em diversas listas de melhores lançamentos do ano de 2012, tendo a música "Ilhabela" sido eleita pela revista Rolling Stone como uma das 25 melhores musicas brasileiras daquele ano. O sucesso do disco manteve o grupo em voga, participando novamente de grandes festivais como o MECA (2012) e Lollapalooza (2013).
Holger (2014-2018)
Em janeiro de 2014 foi gravado nos estúdios Canoa o terceiro disco da banda, Holger, produzido por Alex Pasternak e co-produzido por Michael Cheever e Eduardo Camargo. O disco foi lançado no segundo semestre do mesmo ano. Com 11 faixas, o álbum mantêm o estilo eclético, misturando indie rock com axé e música eletrônica, tendo 'Café Preto' como primeira música de trabalho. 
'Holger' foi escolhido com um dos melhores do ano em listas como Vice, Monkeybuzz e Tenho Mais Discos Que Amigos.
Relações Premiadas (2018-2023)
Em novembro de 2018 a banda lança seu quarto álbum de estúdio, 'Relações Premiadas', com boa parte dele foi gravado ao vivo em um sítio, pela banda e pelo parceiro Gui Jesus, do estúdio Canoa, onde foi finalizado. Um disco direto, bruto, sincero, curto, como pediam os tempos. Com 9 faixas, esse é considerado por muitos o disco mais maduro da banda.

## Integrantes
- Bernardo Rolla - vocal, percussão, guitarra, baixo
- Marcelo Altenfelder "Pata" - guitarra, vocal
- Pedro Bruno "Pepe" - baixo, vocal, percussão, teclado e guitarra
- Marcelo Vogelaar "Tché" - vocal, guitarra
- Charles Tixier - baterista

## Discografia
Álbuns de estúdio
- 2010: Sunga
- 2012: Ilhabela
- 2014: Holger
- 2018: Relações Premiadas

EP
- 2008: The Green Valley EP